# Mury obronne w Gryficach
Mury obronne w Gryficach (niem. Verteidigungsmauern) – linia obwarowań miasta, zbudowana w XIV w.

## Położenie murów obronnych miasta
Mury obronne o owalnej linii (wrzecionowatym kształcie) wyznaczały granicę Starego Miasta. Ich budowę rozpoczęto w 1300 r. Powstały w miejscu dawnej palisady ziemno-drewnianej, która była pierwszym obwarowaniem ośrodka. Łączyły większość obiektów fortyfikacyjnych miasta, tj. bramy: Wysoką, Reską i Kamienną, trzy baszty obronne: Prochową, Młyńską i Mostową oraz 6 bastej. Przedbramia (barbakany) były usytuowane poza jej linią, po przeciwnej stronie rzeki Regi. Mury przebiegały wzdłuż dzisiejszych ulic: Murarskiej, Klasztornej, Nadbrzeżnej, Leśnej, Górskiej i Wałowej.
Dziś fragmenty budowli o pełnym profilu zachowały się pomiędzy ul. Wałową, Górską a Niepodległości i niepełnym od Bramy Wysokiej wzdłuż biegu rzeki Regi do mostku dla pieszych i dalej do młyna (ul. Murarska). Pozostałości murów na innych odcinkach, które były widoczne kilkadziesiąt lat temu, dziś już nie istnieją. Zostały one rozebrane na skutek nowych koncepcji zagospodarowania przestrzennego i ogólnych procesów urbanistycznych. Fragmenty murów są zwieńczone licem pulpitowym.
Podczas prac archeologicznych, w południowej części ul. Wałowej (S) odkopano relikty muru obronnego oraz zarejestrowano poziom osadowy fosy. Fragmenty fortyfikacji odkopano również przy ul. Klasztornej. Pozostałości murów obronnych zostały wpisane do rejestru zabytków dziedzictwa narodowego (nr rej. 52 z 30 lipca 1955 r.)

## Wygląd zabytku

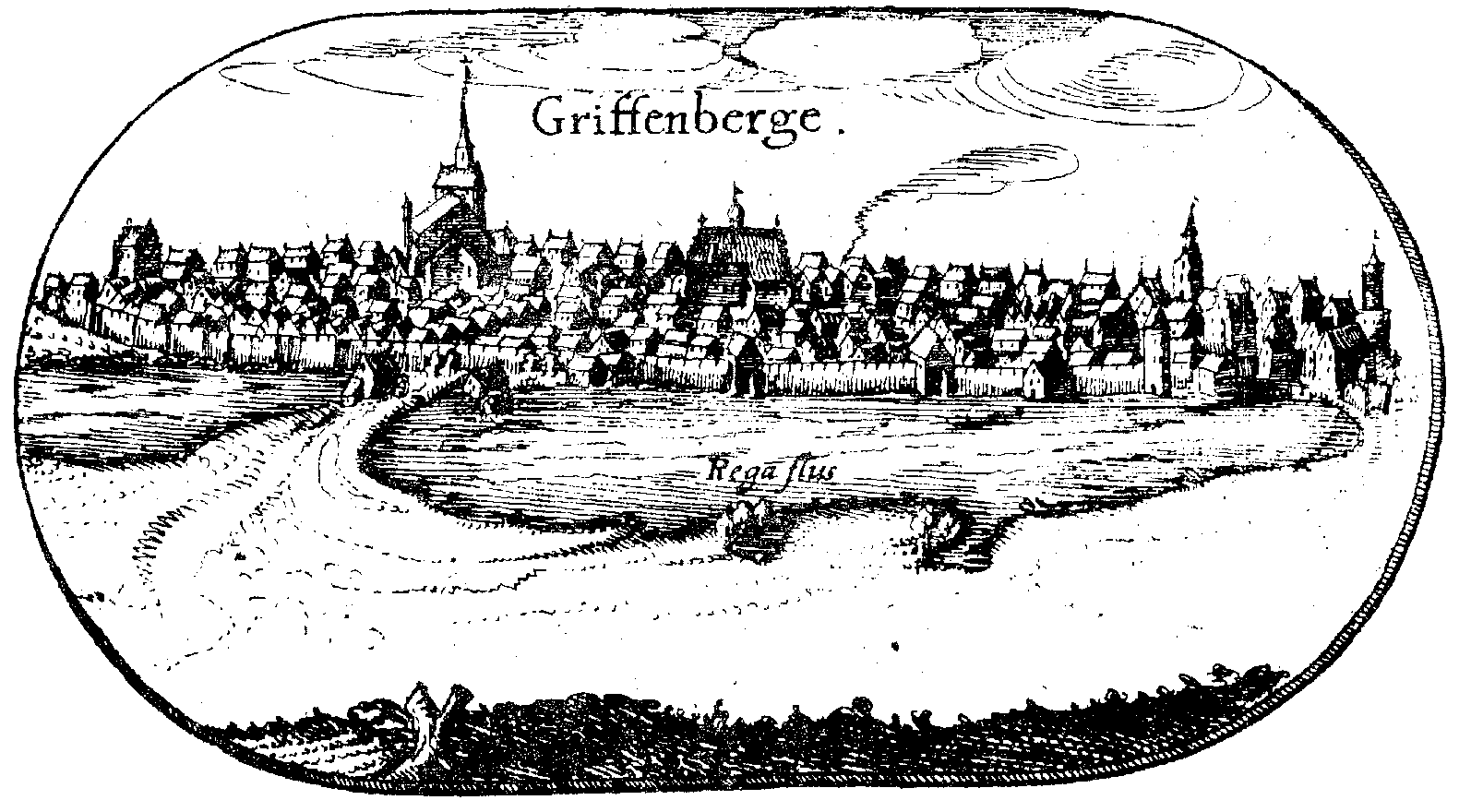
Mury obronne Gryfic według J. Wolfarta na Wielkiej Mapie Księstwa Pomorskiego (1618 r.)

Do budowy murów miejskich wykorzystano kamienie oraz cegły, które są połączone zaprawą wapienną lub cementową. Pierwszy materiał budulcowy jest najbardziej widoczny przy ul. Murarskiej, wzdłuż biegu rzeki Regi i częściowo w pozostałych fragmentach – szczególnie przy ul. Górskiej, gdzie stanowi cokół budowli. Cegłę natomiast położono według wiązania wendyjskiego. Od zewnętrznej strony – fragmenty ceglanego muru zostały wzmocnione skarpami. Linia murów osiągnęła długość 650 m przy rozpiętości od 200 do 350 m. Wysokość ich była zróżnicowana, wynosiła od 3 do 5 m, natomiast grubość w niektórych miejscach sięgała od 40 do 80 cm.
Mury obronne były zwieńczone blankami, o czym świadczy m.in. rycina miasta według projektu Johanna Wolfarta, która została zamieszczona na Wielkiej Mapie Księstwa Pomorskiego Eilhardusa Lubinusa z 1618 r. Od wewnętrznej strony usytuowane zostały schody i hurdycje, z których prowadzono obserwację i obronę miasta. Budowlę fortyfikacyjną umocniono dodatkowo wałem ziemnym, który usypano w XVII w. (poza odcinkiem od strony południowo-zachodniej) i w 1807 r. podczas obrony miasta przed atakiem wojsk napoleońskich.

## Restauracja murów
Podczas I etapu rewitalizacji zabytków dziedzictwa kulturowego w 2005 r. – fragment południowego muru obronnego na odcinku od bramy Wysokiej do rzeki Regi został rozebrany. Po zakończeniu prac remontowych – odrestaurowany. W 2010 r. Rada Miejska w Gryficach podjęła uchwałę o kolejnym III etapie rewitalizacji, w którym przewidziano m.in. dalszą restaurację obwarowań. Przeznaczono na ten cel kwotę 700 tysięcy zł., która została ujęta w budżecie gminy na 2011 r.

### Źródła
- Urząd Miasta Gryfice, Lokalny program rewitalizacji dla miasta Gryfice na lata 2007-2013, Gryfice 2007.

### Źródła online
- Eilhardus Lubinus i jego Wielka Mapa Księstwa Pomorskiego (pol.), [dostęp 2011-08-09].
- Rada Miejska w Gryficach, Uchwała nr III/19/2011 RM w Gryficach, z dn. 31 stycznia 2011 r., w sprawie uchwalenia budżetu Gminy Gryfice na rok 2011 (pol.), BIP, Urząd Miejski w Gryficach, [dostęp 2011-08-09].
- Rejestr zabytków nieruchomych – województwo zachodniopomorskie [online], Narodowy Instytut Dziedzictwa, 31 stycznia 2025.

### Opracowania
- Dworaczyk M., Gryfice - stare czy nowe miasto nad Regą? Głos archeologa w dyskusji [w]: Majewska A. (pod red.), Pomorze wczoraj – dziś – jutro, Stargard – Pruszcz Gdański 2010.
- Rzeszowski S., Z dziejów Gryfic [w]: Białecki T. (pod red.), Ziemia Gryficka 1969, Gryfickie Towarzystwo Kultury w Gryficach, Szczecin 1971.
- Szczygieł K., Raport o stanie zabytków w Gryficach [w]: Kozłowski K. (pod red.), Ziemia Gryficka 1945-1985, Gryfickie Towarzystwo Kultury w Gryficach, Gryfice 1987.

### Opracowania online
- Kamińska M., Filip II, Eilharg Lubinius i Wielka Mapa Księstwa Pomorskiego (pol.) [w]: Kochanowska J. (pod red.), Śladami książąt pomorskich (pol.), [dostęp 2011-08-09].
- Urząd Miejski w Gryficach, Zabytki (pol.) [w]: Oficjalny serwis miasta, [dostęp 2011-07-31].

### Opracowania prasowe
- Jarząb W., Ryż na brodzie, "Gryfickie Echa", z dn. 17 kwietnia 2008 r., Gryfice 2008.